# گری بریگز (بازیکن فوتبال)
گری بریگز (انگلیسی: Gary Briggs؛ زادهٔ ۲۱ ژوئن ۱۹۵۹) بازیکن فوتبال اهل بریتانیا است.
از باشگاه‌هایی که در آن بازی کرده‌است می‌توان به باشگاه فوتبال چورلی، باشگاه فوتبال میدلزبرو، باشگاه فوتبال آکسفورد یونایتد، و باشگاه فوتبال بلکپول اشاره کرد.